# Pseudogaurax anchora
Pseudogaurax anchora är en tvåvingeart som först beskrevs av Friedrich Hermann Loew 1866.  Pseudogaurax anchora ingår i släktet Pseudogaurax och familjen fritflugor. Inga underarter finns listade i Catalogue of Life.